# Гай Німфідій Сабін
Гай Німфідій Сабін (лат . Gaius Nymphidius Sabinus) — римський політик, префект преторії під час правління Нерона і Гальби (62— 68 рр.) і глава преторіанської гвардії під час Нерона (65- 68 рр.).

## Ранні роки
За Плутархом, Німфідій Сабін був сином імператорської вільновідпущениці Німфідії, яка була дочкою Гая Юлія Калліста, впливового визволителя при дворі Калігули та Клавдія . Батьком Німфідія Сабіна був гладіатор на ім'я Марціан, на якого він був схожий, проте існує припущення, що Німфідій міг бути позашлюбним сином попереднього римського імператора Калігули.

## Шлях до влади
Після змови Пізонів проти двоюрідного брата Нерона в 65 році після Р. Х. дозвіл страти відкрив багато можливостей багатьом піднятися до вищих щаблів влади в Римі. Серед тих, кому вдалось стрімко побудувати кар'єру, був Німфідій, який став соратником преторіанського префекта Тигелліна в преторіанській гвардії після того, як попередній партнер Тигелліна Феній Руф був застрелений.). Він також отримав консульські значки (consularia insignia) як нагороду. Раніше ж був префектом допоміжної кавалерії (praefectus alae) за імператора Клавдія і трибуном однієї з когорт преторіанської гвардії. У 68 році разом з преторіанцями Німфідій підтримав Гальбі, чим підштовхнув до самогубства Нерона. Він переконав преторіанців, що Нерон збирається втекти до Єгипту, і закликав проголосити Гальбу імператором, який після прибуття до Риму з Іспанії повинен був заплатити кожному з них по 30 000 сестеріан .
Німфідій змусив Тигелліна піти у відставку з посади префекта преторії та взяв на себе все командування частинами . Новий імператор недооцінив дії Німфідія і, перебуваючи в Іспанії, відібрав у нього командування преторіанською гвардією, а замість Тігелліна призначив Корнелія Лакона.

## Смерть
Занепокоєний останніми подіями, Німфідій Сабін намагався оголосити себе імператором та законним спадкоємцем Нерона, прикидаючись сином колишнього імператора Калігули. Однак преторіанці не підтримали його, і Німфідій був убитий незадовго до прибуття Гальби до Риму у вересні .
Гальба наказав стратити людей, підозрюваних у зв'язках з Німфідієм, у тому числі призначених консулом Кінгонія Варрона . 